# Список эпизодов телесериала «Вернуть из мёртвых»
«Вернуть из мёртвых» — научно-фантастический телесериал, транслировавшийся на канале FOX в 2003-2005 годах. Премьера сериала состоялась 30 октября 2003 года. Второй сезон вышел 31 марта 2005 года, но в эфир попало всего лишь пять эпизодов - сериал был закрыт после пятой серии, которая вышла 21 апреля 2005 года. Финальная (шестая) серия никогда не транслировалась на FOX из-за её рождественской тематики и была показана только 21 января 2008 года, уже на канале Syfy.
Сериал рассказывается о молодой студентке-медике Тру Дэвис (Элайза Душку), которая вынуждена работать в морге. Однажды убитая девушка открывает глаза и просит Тру о помощи. Так Тру узнает, что может возвращаться во времени в прошлое и проживать день заново, чтобы предотвратить смерть людей. Теперь девушка должна спасать умерших, хранить свой секрет, как-то пытаться строить свою личную жизнь и учиться справляться со своими неординарными способностями.
Помогает ей в этом её босс Дэвис (Зак Галифианакис), который выступает в роли её наставника, лучшая подруга Линдси (Эй Джей Кук), которая не знает о её секрете, и ненадежный, но обаятельный младший брат Харрисон (Шон Ривз). Тру пытается хранить свой секрет от бойфренда (Мэтт Бомер) и старшей сестры Мередит (Джессика Коллинз), у которой к тому же проблемы с наркотиками.
Жизнь Тру становится еще более сложной, когда она знакомится с Джеком Харпером (Джейсон Пристли), у которого такие же способности, как и у неё самой, но который считает, что умершие не должны получать второй шанс. Он делает все, чтобы помешать Тру делать свою работу.
Первый  и второй сезоны были выпущены на DVD, в которые вошли все снятые 26 серий.

## Список эпизодов
| Сезон | Сезон | Серии | Оригинальная дата выхода | Оригинальная дата выхода    |
| Сезон | Сезон | Серии | Премьера первого эпизода | Премьера последнего эпизода |
| ----- | ----- | ----- | ------------------------ | --------------------------- |
|       | 1     | 20    | 30 октября 2003 года     | 29 апреля 2004 года         |
|       | 2     | 6     | 31 марта 2005 года       | 21 января 2008 года         |

## Первый сезон
| № | Название                                              | Режиссёр                   | Сценарист                                           | Дата показа в США | Код серии |
| --- | ----------------------------------------------------- | -------------------------- | --------------------------------------------------- | ----------------- | --------- |
| 1 | «Pilot» «Пилот»                                       | Филипп Нойс                | Джон Хармон Фельдман                                | 30 октября 2003   | 1AHP79    |
| Тру узнаёт, что не попадёт на стажировку в больницу и вынуждена устроиться на работу в городской морг. На работе у неё неожиданно просит помощи труп — девушка с огнестрельным отверстием в шее. В этот же момент день Тру начинается заново, и она пытается предотвратить убийство девушки. В итоге Тру узнает, что та покончила с собой из-за беременности. Параллельно Тру помогает брату избежать избиения из-за карточного долга. |                                                       |                            |                                                     |                   |           |
| 2 | «Putting Out Fires» «Тушение пожаров»                 | Томас Джей Райт            | Крис Бранкато & Альберт Джей Салке                  | 6 ноября 2003     | 1AHP01    |
| Помощи Тру просит отравившийся угарным газом пожарник, также в морге лежит маленькая девочка, погибшая в том же пожаре. Тру выясняет, что же на самом деле стало причиной пожара и спасает девочку, пожарник всё равно умирает, спасая брата девочки (виновника пожара). Также Тру узнаёт, что ей изменяет её парень Марк. Мисси Перегрим в роли Джины |                                                       |                            |                                                     |                   |           |
| 3 | «Brother's Keeper» «Хранительница брата»              | Пол Шапиро                 | Джон Хармон Фельдман                                | 13 ноября 2003    | 1AHP02    |
| У Харрисона новая подружка - Сара, которая скрывает от него, что всё еще замужем. В морг Тру привозят парня, оказавшегося мужем той самой девушки. Он был убит и в его смерти подозревают Харрисона. Тру выясняет, почему Сара не разводится и что Харрисон невиновен. Также Тру пытается рассказать брату о своём даре. |                                                       |                            |                                                     |                   |           |
| 4 | «Past Tense» «Прошедшее время»                        | Джефф Вулнау               | Зак Эстрин & Крис Левинсон                          | 20 ноября 2003    | 1AHP03    |
| В морг поступают пятеро мёртвых мужчин после холостяцкой вечеринки. Тру не успела увидеть их лица и узнать их имена до того, как все они попросили спасти их. Тру пробирается на вечеринку под прикрытием бармена, так как подозревает, что их выпивка была отравлена. Неожиданно туда приходит шестой участник и Тру понимает, что убийца среди них. Методом исключения по личным вещам убитых Тру пытается найти убийцу и догадывается, что отравленным была не выпивка, а лёд. Между тем Тру знакомится с фотографом Люком. |                                                       |                            |                                                     |                   |           |
| 5 | «Haunted» «Преследуемый»                              | Майкл Катлмен              | Дуглас Петри                                        | 4 декабря 2003    | 1AHP04    |
| Тру сдаёт экзамен в медицинскую школу и кажется довольна тем, как она его написала. В морг попадает студентка-медик Пэйдж из престижной медшколы. Тру появляется в школе под видом новой студентки и узнаёт, что некоторые студенты ставят на себе эксперименты - доводят себя до грани жизни и смерти. Дело в том, что перед смертью вся жизнь проходит перед глазами и есть возможность многое вспомнить, а Пэйдж хочет вернуть некоторые детские воспоминания, из-за неопределённости в которых у неё испортились отношения с отцом. Тру спасает девушку, но из-за этого она пропускает свой экзамен и продолжит работу в морге ещё год. |                                                       |                            |                                                     |                   |           |
| 6 | «Star-Crossed» «Несчастные»                           | Сэнфор Брукстайвер         | Чэд Ходж                                            | 11 декабря 2003   | 1AHP05    |
| Тру выезжает за трупами и видит автоаварию — машина на повороте рухнула с обрыва, сломав ограждение. Два трупа, парень и девушка из одной школы, просят её о помощи. В их школе Тру узнаёт, что парень, Адам, из богатой семьи, а девушка, Джен, из бедной, и принимает их за этаких Ромео и Джульетту. В школе устраиваются гонки на машинах, в которой принимают участие Адам и брат Джен. Для страховки Джен садится в машину Адама, и Тру пытается предотвратить аварию. Но Адам справляется с управлением и Тру надо искать момент смерти дальше. Брат Джен подозревает, что та хочет сбежать с Адамом, и очень обозлён на них. Но выясняется, это Джен хочет уехать с девушкой Адама, Эми, с которой она давно состоит в отношениях. Тру рассказывает это брату Джен, и он не сталкивает с обрыва машину Адама, в которой оказалась Джен. |                                                       |                            |                                                     |                   |           |
| 7 | «Morning After» «На следующее утро»                   | Дейв Барретт               | Роберт Доэрти                                       | 18 декабря 2003   | 1AHP06    |
| Тру наконец устраивает новоселье, на вечеринку приходит бывший парень Марк, а наутро Тру находит его окровавленное тело у себя в постели и думает, что сама его убила. Марк просит о помощи и Тру начинает выяснять, что же произошло в тот вечер. Убийцей мог оказаться студент с вечеринки, которого Марк завалил на экзамене. Попутно Тру исправляет ситуацию с подарком Харрисона для Линдси, благодаря чему те начинают встречаться. |                                                       |                            |                                                     |                   |           |
| 8 | «Closure» «Закрытие»                                  | Дэвид Соломон              | Джон Хармон Фельдман                                | 8 января 2004     | 1AHP07    |
| В морг привозят тело молодого капрала Джейка, которого случайно во время ссоры застрелили в госпитале. Он просит Тру о помощи. Тру предотвращает гибель Джейка и он уходит из госпиталя, но девушка узнаёт, что Джейка необходимо срочно вернуть назад, так как он может умереть в любой момент из-за возможного разрыва артерии. Поиски Тру приводят её к дому девушки Джейка Бриджет, которую он знал совсем недолго, но полюбил, а после войны не может вспомнить её лицо. Дальше Тру выясняет, что у Бриджет родился сын от Джейка. Тру приводит девушку в госпиталь к Джейку, но во время операции он умирает. Между тем Тру, Харрисону и Мередит звонит отец, которого они не видели уже пять лет. |                                                       |                            |                                                     |                   |           |
| 9 | «Murder in the Morgue» «Убийство в морге»             | Дэвид Соломон              | Зак Эстрин & Крис Левинсон                          | 15 января 2004    | 1AHP08    |
| Новый труп — невеста, с которой приходит проститься её жених и просит оставить их наедине. Но оказывается, жених пытается вытащить пулю из тела и скрыть улики преступления, а Дэвис и Тру застают его на горячем. Он стреляет в Дэвиса, а в момент, когда вторая пуля летит в Тру, невеста просит о помощи и день начинается заново. Тру узнаёт, что парень, приходивший в морг — не жених, а полицейский, бывший парень невесты. Но убийца - не он. Между тем Тру в очередной раз пытается рассказать брату о себе, и чтобы он поверил, пишет ему его расписание на день. Также Тру забирает машину сестры, предотвращая её аварию. Кристина Хендрикс в роли Алиссы |                                                       |                            |                                                     |                   |           |
| 10 | «Reunion» «Воссоединение»                             | Аллан Кроекер              | Дуглас Петри                                        | 22 января 2004    | 1AHP09    |
| Тру и Линдси идут на встречу выпускников, где Тру необходимо будет предотвратить убийство своей бывшей лучшей подруги Кэндис, которая украла у неё перед выпускным балом парня. Кэндис написала роман и показала его своему бывшему преподавателю, который хочет присвоить его себе и решает утопить не умеющую плавать девушку в бассейне. Джоди Лин О’Киф в роли Кэндис Эймс |                                                       |                            |                                                     |                   |           |
| 11 | «The Longest Day» «Самый длинный день»                | Дэвид Гроссман             | Дана Гринблатт & Чад Ходж                           | 5 февраля 2004    | 1AHP10    |
| Тру проживает один и тот же день уже не два, а три раза. Её просит о помощи доведённый до отчаяния парень Майкл, пытавшийся ограбить магазин. Тру спасла этого парня, но под колёсами машины оказывается подросток и тоже просит ему помочь. Далее Тру выясняет, что у Майкла очень больна дочь, что ей необходима пересадка сердца, но пока нет донора. Когда Тру наконец смогла найти правильные слова для Майка и он звонит жене, чтобы та быстрее везла их дочь в больницу, на них с Тру нападает грабитель и ранит его в лёгкое. Тру понимает, что изменилось — в первый раз Майка ранили в сердце, сейчас в лёгкое и он может стать донором для своей умирающей дочери. |                                                       |                            |                                                     |                   |           |
| 12 | «Valentine» «День Святого Валентина»                  | Пол Шапиро                 | Роберт Доэрти                                       | 12 февраля 2004   | 1AHP11    |
| На День святого Валентина Тру, Люк, Линдси и Харрисон оказываются в одном «жутковатом, но романтичном» месте. Тру предстоит предотвратить убийство парня, который на самом деле является маньяком. |                                                       |                            |                                                     |                   |           |
| 13 | «Drop Dead Gorgeous» «Убийственные красотки»          | Майкл Кэтлмен              | Скотт Шеферд & Роберт Доэрти & Джон Хармон Фельдман | 18 марта 2004     | 1AHP12    |
| Тру участвует в конкурсе красоты, чтобы спасти от убийства милую девушку-конкурсантку Джеки, у которой и врагов-то не было. Харрисон, которого Линдси устроила в судьи, пытается повлиять на других судей голосовать за дочь человека, которому он должен денег, но побеждает другая девушка — Алекс. Тру выясняет, что у Алекс есть компрометирующая кассета, которой она шантажирует одного из судьей. И умереть должна была именно она, так как отравили именно её косметику, но по случайности ею воспользовалась другая конкурсантка. Тру начинает преследовать журналистка, а Дэвис рассказывает, что видел один раз мать Тру и та имела такие же способности. Александра Холден в роли Джеки Коннорс |                                                       |                            |                                                     |                   |           |
| 14 | «Daddy’s Girl» «Папочкина дочка»                      | Хесус Сальвадор Тревино    | Крис Левинсон & Зак Эстрин & Джон Хармон Фельдман   | 25 марта 2004     | 1AHP13    |
| Во время убийства матери Тру сидела в шкафчике и слышала голос убийцы. Неожиданно в город на конференцию приезжает отец с новой семьёй, и его вторая жена Джордан хочет устроить вечеринку по поводу дня рождения Ричарда. Но до вечеринки её убивают и Тру приходится повсюду сопровождать Джордан, чтобы та осталась в живых. В парке на неё нападает мужчина, а потом Тру видит его на вечеринке и узнаёт его голос — это убийца её матери. На вечеринке, погнавшись за убийцей, Тру видит его на улице, разговаривающего с отцом. Потом отец делает вид, что убил его. Между тем в морг устраивается новый работник — Джек Харпер. Лора Лейтон в роли Джордан Дэвис |                                                       |                            |                                                     |                   |           |
| 15 | «The Getaway» «Бегство»                               | Гай Би                     | Скотт Шеппард & Стефани Уильямс & Пола Ю            | 1 апреля 2004     | 1AHP14    |
| За Тру опять увязывается журналистка, они оказываются в кафе, в котором происходит ограбление, журналистку убивают и она просит о помощи. В ходе расследования Тру выясняет, что налётчик и его заложница действуют в паре, и пытается вразумить их. В конце концов Тру рассказывает журналистке о себе правду, но та ей не верит. |                                                       |                            |                                                     |                   |           |
| 16 | «Two Pair» «Две пары»                                 | Рик Розенталь              | Дорис Эган                                          | 8 апреля 2004     | 1AHP16    |
| В морге мертвая девушка-студентка просит Тру о помощи, но день не начинается заново. Позже привозят тело мужчины, который тоже просит о помощи и Тру переносится в прошлое. Чтобы успеть спасти двух человек Тру просит помощи брата, который начинает присматривать за студенткой, а Тру выясняет, что убитый мужчина живёт двойной жизнью и задолжал большую сумму денег. Студентка тоже умудрилась со своей теорией вероятности растратить все сбережения родителей на её учебу и теперь также в отчаянии. Они все встречаются за покерным столом с большими ставками. Изначально девушка выиграла деньги и её убили, а мужчина проиграл и покончил с собой. Харрисон выигрывает в покер у студентки, а потом проигрывает эти деньги мужчине. Тру думает, что все спасены. Но нет. Студентка теперь хочет покончить с собой прыгнув с крыши, а Харрисон отдаёт ей свою машину, чтобы немного покрыть долги. Тру предотвращает нападение на мужчину с деньгами, но студентка все равно оказывается мёртвой — кто-то позвонил её родителям и рассказал о её долгах. Джеффри Дин Морган в роли Джеффри Пайна                                               |                                                       |                            |                                                     |                   |           |
| 17 | «Death Becomes Her» «Смерть ей к лицу»                | Майкл Кэтлмен              | Роберт Доэрти                                       | 15 апреля 2004    | 1AHP15    |
| Кинозвезда Карли приходит в морг для получения информации для своей новой роли. Больше всего её интересует, объявят ли кого-то мёртвым, если не найдут тела. Потом её машину находят в реке, а её саму выброшенную мёртвой на берег. Тру выясняет, что у Карли есть секрет — её младшая сестра на самом деле её дочь, и Карли хочет инсценировать свою смерть, уехать и начать новую жизнь. А её смерть на мосту была случайной. |                                                       |                            |                                                     |                   |           |
| 18 | «Rear Window» «Заднее стекло»                         | Майкл Кэтлмен & Пол Шапиро | Уильям Синд                                         | 22 апреля 2004    | 1AHP17    |
| Тру знакомится со своей соседкой, Крис, у которой проблема — какой-то парень украл её кредитку и выдаёт себя за неё. А потом в морге этот мёртвый парень просит помощи у Тру. Следя за парнем, Тру просит Джека последить за Крис, но в самый ответственный момент он её подводит. Тру выясняет, что её соседка воровка, которая в конце концов украла и её кредитку. Парня пытался убить сосед Тру, который был одержим «Крис». |                                                       |                            |                                                     |                   |           |
| 19 | «D.O.A.» «D.O.A.»                                     | Дэн Лернер                 | Зак Эстрин & Крис Левинсон                          | 29 апреля 2004    | 1AHP18    |
| Тру узнаёт, что Джек, как и она сама, проживает дни заново и радуется возможному компаньону. В морг привозят доктора, скончавшегося на улице от сердечного приступа и попросившего помощи для «них». Тру и Джек отправляются спасти этого доктора, но Джек путает улицы и они не успевают. Тру спасает женщину от самоубийства, которой поставили неверный диагноз, но ей пытается помешать Джек. Между тем Линдси встречает бывшего парня, за которого через неделю отношений собирается замуж. |                                                       |                            |                                                     |                   |           |
| 20 | «Two Weddings and a Funeral» «Две свадьбы и похороны» | Майкл Кэтлмен              | Джон Хармон Фельдман                                | 29 апреля 2004    | 1AHP19    |
| Точки над i расставлены: Тру и Джек — конкуренты в деле за жизни людей. Во время свадьбы Линдси приходит Дэвис и сообщает Тру, что Харрисона застрелил ревнивый муж какой-то женщины. Харрисон умирает на глазах у Тру и просит о помощи. Джек говорит Тру, что даст спасти брата, если она не будет помогать людям остаться в живых. И если не умрёт Харрисон, то обязательно умрёт кто-то другой. Харрисон после известия о свадьбе Линдси зашел в Центр реабилитации, встретил там мальчика и стал его «старшим братом». Родители мальчика развелись полгода назад и когда он пытался что-то украсть в магазине, то позвонил Харрисону, а не матери. Адрес дома мальчика совпал с адресом, где убили Харрисона, поэтому он не повёл мальчика домой, а вызвал его мать. Но Джек сказал отцу мальчика, что видел, с кем теперь встречается его бывшая и сказал, что найти его можно на свадьбе Линдси. Тру спасла Харрисона, объяснив ревнивому мужу, что он заблуждается. Люк узнал о способностих Тру, но не поверил. Джек встретил его в морге и направил в дом матери мальчика, якобы у неё есть подтверждение словам Тру. Люка Тру не смогла спасти. |                                                       |                            |                                                     |                   |           |

## Второй сезон
Сериал "Вернуть из мертвых" был закрыт во время трансляции второго сезона. Таким образом шестая серия сезона стала финалом всего сериала. Несмотря на то, что FOX не планировал выпускать в эфир те серии, что уже были сняты, негативные настроения зрителей убедил его показать их в следующем году. Второй сезон вышел в Новой Зеландии на канале TV3 4 февраля 2005 года и закончился 11 марта 2005 года показом эпизода "‘Twas the Night Before Christmas...Again".
Премьера второго сезона в США состоялась 31 марта 2005 года, но было показано всего лишь пять эпизодов. Финальная серия никогда не транслировалась на FOX из-за её рождественской тематики. В итоге впервые в Северной Америке серия была показана 21 января 2008 года на канале Syfy во время марафона сериала "Вернуть из мертвых".
В Великобритании второй сезон транслировался на канале Sky1 с 12 октября 2006 года.
| № | Название                                                                           | Режиссёр                | Сценарист            | Дата показа в США | Код серии |
| --- | ---------------------------------------------------------------------------------- | ----------------------- | -------------------- | ----------------- | --------- |
| 1 | «Perfect Storm» «Идеальный шторм»                                                  | Майкл Кэтлмен           | Джон Хармон Фельдман | 31 марта 2005     | 2AHP01    |
| После событий последней серии первого сезона прошло два месяца. Все это время Тру не видела Джека и с опасением ждала его появления. Благодаря помощи Дэвиса, который задействовал свои связи, Тру начала посещать занятия в медшколе в качестве слушателя. Появление в городе Джека ознаменовало начало нового раунда их противостояния. На этот раз Тру должна спасти девушку из береговой охраны, утонувшей во время спасательной операции. Между тем в город переезжает отец Тру и берет Харрисона на работу. Карли Поуп в роли Кейт Уилсон |                                                                                    |                         |                      |                   |           |
| 2 | «Grace» «Грейс»                                                                    | Дэн Лернер              | Дорис Эган           | 31 марта 2005     | 2AHP02    |
| Противостояние Тру и Джека становится опасным, когда ему удается подставить Тру и теперь её подозревают в убийстве психиатра, которого она пыталась спасти. Тру вынуждена скрываться, а помогает ей в этом Харрисон. Эрик Кристиан Олсен в роли Дженсена Лиззи Каплан в роли Эйвери Бишоп |                                                                                    |                         |                      |                   |           |
| 3 | «In the Dark» «Во тьме»                                                            | Рик Розенталь           | Джейн Эспенсон       | 7 апреля 2005     | 2AHP03    |
| Харрисон и Дэвис делают в морге вечеринку-сюрприз для Тру в честь дня её рождения и приглашают её новых друзей из медшколы. Все усложняется, когда пропадает свет, и кто-то просит Тру о помощи. Вот только она понятия не имеет, как выглядит тот, кого она должна спасти. Между тем Дженсен делает своей девушке предложение. Эрик Кристиан Олсен в роли Дженсена Лиззи Каплан в роли Эйвери Бишоп |                                                                                    |                         |                      |                   |           |
| 4 | «The Last Good Day» «Последний хороший день»                                       | Майкл Кэтлмен           | Ричард Хетем         | 14 апреля 2005    | 2AHP04    |
| Тру и Джек попадают в необычную ситуацию, когда девушка, которую знал Джек, совершает суицид и просит его о помощи. Джек и Тру как бы меняются местами, и каждый из них проходит через то, через что обычно проходит его противник. С Джеком это впервые, да и Тру не понимает, что произошло - она вернулась в прошлое, хотя никто её о помощи не просил. Джек идет за советом к Ричарду, но тот настаивает, что Джек ничего не должен делать. Между тем Тру убеждает девушку, что жизнь стоит того, чтобы жить, и Джек оказывается перед нелегким выбором - теперь, чтобы все было по плану, он должен её убить. Эрик Кристиан Олсен в роли Дженсена Лиззи Каплан в роли Эйвери Бишоп |                                                                                    |                         |                      |                   |           |
| 5 | «Enough» «Достаточно»                                                              | Гай Би                  | Роберт Доэрти        | 21 апреля 2005    | 2AHP05    |
| Во время ограбления магазина погибает Дженсен, но он не просит помощи у Тру. Теперь она ждет, чтобы о помощи её попросил кто-то другой. Джек иронизирует на тему того, что все бойфренды Тру погибают. И пытается её убедить, что она не должна спасать Дженсена. Даже Дэвис такого мнения. Но Тру не переубедить. Эрик Кристиан Олсен в роли Дженсена Лиззи Каплан в роли Эйвери Бишоп |                                                                                    |                         |                      |                   |           |
| 6 | «Twas the Night Before Christmas...Again» «То был ночи перед Рождеством ... Опять» | Хесус Сальвадор Тревино | Зак Эстрин           | 21 января 2008    | 2AHP06    |
| В канун Рождества Тру работает вместе с Джеком, чтобы выяснить, что от неё хотел труп молодой девушки, убитой полгода назад. Тру не понимает истинных мотивов Джека, и почему он ей помогает. Между тем Харрисон подозревает, что у его отца интрижка, так как тот посещает одну квартиру три раза в неделю. Проследив за ним Харрисон видит его с Джеком. Он не успевает сообщить об этом Тру, так как день начинается заново и складывается совсем не так, как в первый раз. А Дженсен начинает подозревать, что все было не так просто с его спасением. Эрик Кристиан Олсен в роли Дженсена Лиззи Каплан в роли Эйвери Бишоп                                                         |                                                                                    |                         |                      |                   |           |